# Martin Busch (Journalist)
Martin Busch (* 16. Februar 1973 in Wermelskirchen) ist ein deutscher Journalist, Radiomoderator und Autor.

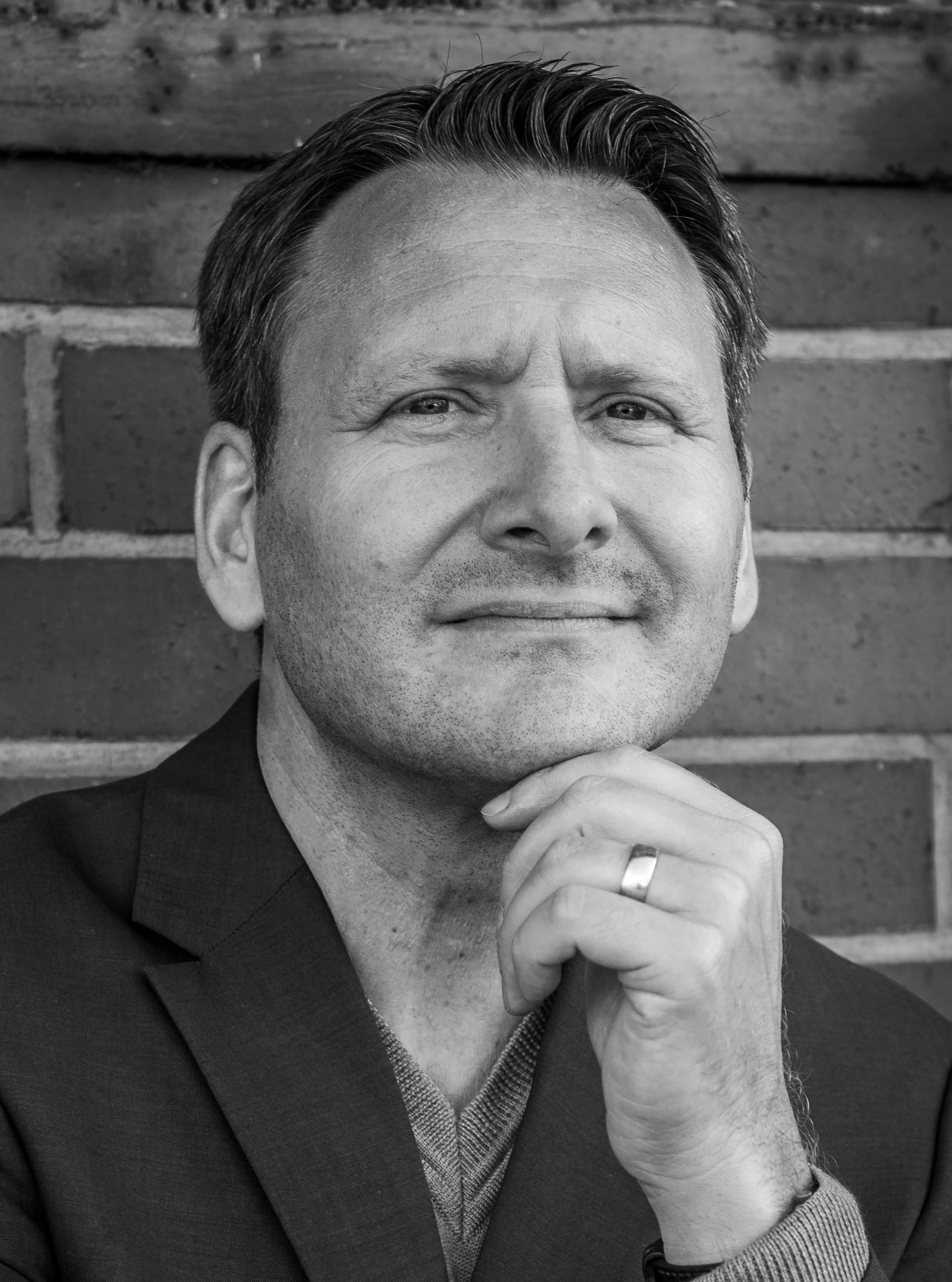
Martin Busch, Journalist, Radiomoderator und Autor

## Biografie
Busch wuchs in Weyhe bei Bremen auf.  Während seiner Schulzeit spielte er intensiv Tennis. Er wurde mehrfach Bremer Meister, gehörte zu den besten 30 Spielern seines Alters in Deutschland und gewann 1987 mit Oliver Gross in Frankfurt ein internationales Turnier im Doppel. Er ist der Sohn des Sängers und Universitätsprofessors Dirk Busch.
Nach dem Abitur studierte er Soziologie, Politikwissenschaft und Linguistik an der Universität Hamburg. Als Schwerpunkt wählte er die noch junge Markensoziologie von Alexander Deichsel. Im Anschluss an seinen Magister promovierte Busch bei Siegfried Weischenberg am Institut für Journalistik und Kommunikationswissenschaft.
Beim Radio arbeitet Busch seit 1993. Erste Erfahrungen als Reporter sammelte er bei NDR 2, ab 1996 moderierte er beim ersten Privatsender in Bremen, Radio 107.1. 1997 wechselte Busch zu Radio Bremen, wo er zunächst für Bremen Vier tätig war. Seit 2003 ist er einer der Redakteure des ausführlichen Nachrichten-Formats „Rundschau“ auf Bremen Eins. Auf Bremen Zwei (bis 2017 Nordwestradio) moderiert er verschiedene Sendestrecken. Dort ist Busch auch immer mal wieder Gastgeber der einstündigen Interview-Sendung „Gesprächszeit“. Mit zwei Ausgaben war er bereits beim ARD-Radiofestival vertreten. Von Januar 2022 bis Dezember 2023 war er Moderator der ARD-Infonacht von NDR Info.
Für seinen Vater schrieb er eine Reihe von Song-Texten, darunter „Von wo der Wind auch weht“, „We are the people of today“ und  „Meine Welt hat dein Gesicht“ (Flügelhorn-Solo: Uli Beckerhoff). Die Eigen-Komposition „Pferde vor der Apotheke“ auf dem Album „Reine Glücksache“ hat Martin Busch selbst gesungen. Auf dem LIVE-Album „Piano & Forte“ von Dirk Busch singen Vater und Sohn ein Duett („In meinem Bett“).
Busch hat mehrere Semester an der Hochschule Bremen gelehrt. 2016 erschien seine Streitschrift „Deutschland, Deutschland ohne alles – warum Europas größte Wirtschaftsmacht ein sozialer Pflegefall ist“. Ende 2017 veröffentlichte er erste gesellschaftskritische Essays im Internet, u. a. auf Cicero Online. 2018 erschien sein Aphorismen-Band Als Freiheit und Fortschritt begannen, Eigentore zu schießen, gedruckt und als Hörbuch mit Kompositionen des Gitarristen Bernd Voss.

Unter dem Pseudonym „Janus M.“ erschien 2022 das literarisch-musikalische Album „Geäußerte innere Angelegenheiten“ mit 10 gesprochenen Texten und 5 Songs.
2025 folgte „Es war einmal ein Land“, 13 teils sehr persönliche, gesprochene Texte kombiniert mit klassischer Musik von Rüdiger Gleisberg.

## Werke
- Als Freiheit und Fortschritt begannen, Eigentore zu schießen – 100 Aphorismen über das Jetzt und Hier. Kellner Verlag 2019.
- Deutschland, Deutschland ohne alles. Twentysix 2016.
- Markenführung im Zeitalter der Flüchtigkeit. In: Homann, Timm, Zschiesche, Arnd, Errichiello, Oliver (Hrsg.): Die Soziologie, der Gestaltwille und die Marke. Springer Gabler 2015.
- Der Radiosender als Marke. Ganser & Hanke 2007.
- Hörbuch „Liebes Corona… Das Jahr der Pandemie in 12 Briefen“, Chronologie des Jahres 2020
- mit Dirk Busch: Busch hoch 2 mit dem Lied „Rauf und Runter“, 2021.
- Album „Geäußerte innere Angelegenheiten“ mit 10 gesprochenen Texten und 5 Songs, 2022.
- Album „Es war einmal ein Land“, 2025.